# 農博公園
農博生態園區為2013年雲林農業博覽會（簡稱雲林農博、農博）活動舉辦場地，位於中華民國雲林縣虎尾鎮。雲林縣政府舉行的農博，展期於2013年12月25日至2014年3月6日間共72天，宣傳標語為「用心預約未來」，是台灣第一個縣市政府舉辦的大型農業博覽會。 農博總費用達到新台幣4.55億元，期間共計92萬人次參觀。於2014獲得交通部觀光局「台灣遊購讚，觀光我最行」最佳觀光整合行銷獎。展期結束後，部分展區改為常設繼續開放參觀，並更名為農博公園。
六大主題館分別為創意樂園、食物歷險記、百變拼裝車、快樂牧場、碳匯林場、時尚伸展台。主題曲〈快樂來做田〉為陳昇所創作演唱。

## 主題展館

### 創意樂園
創意樂園策展團隊為藍晒圖文創園區藍曬圖作者劉國滄帶領之打開聯合設計團隊，以「阿桑與農青混搭的農村卡好、水果箱總統府、藝術裝置互動地景區、移居雲林戶政事務所」四大展區為主軸，呈現農業與創意之間的綜效，帶領民眾感受雲林不一樣的農村風貌與產業創意，以此感動青年返鄉築夢、島內移民。

### 食物歷險記
食物歷險記策展團隊為安益集團，以建置利用回收貨櫃，堆疊成船，拼裝成一個饒富趣味的展覽空間。建築師的設計理念與展館造型融合在一起，以方舟造型隱喻救贖及希望，在遇上環境、糧食危機的時代中，重新尋找人與環境相處的和諧。來自諾亞方舟的發想，在大崩壞的時代，方舟代表救贖亦代表希望，透過登上方舟與走下方舟的過程像是經歷一場土地到餐桌再從餐桌回歸土地的食物歷險記。同時透過思考，尋找出人與土地及作物的和諧關係，希望民眾在登船下船之間能有所觸動並啟發民眾認識食物里程的意義。建置過程中，展館與原生植被相輔相成，展館內可以看到建築與現地樹木的融合，並利用場邊的人工池塘，營造出在海岸邊停泊船隻的意象。策展內容分成四個船艙，運用多媒體及互動式體驗，讓參觀民眾身歷其境。

### 百變拼裝車
百變拼裝車主題館策展團隊為藍曬圖作者劉國滄帶領之打開聯合設計團隊，其展館造型相當富有機械感的，展覽述說在地拼裝車發展的歷史脈絡。策展內容表達對在地智慧的尊敬，展現拼裝車製造者能因應各種艱難的行駛環境，自立造車之精神。展覽內容另有將有結合綠能與動力科技概念的嶄新概念農用拼裝車。

### 快樂牧場
快樂牧場策展團隊為玉言堂整合行銷股份有限公司，展館外觀以竹編工法打造全台灣最大的快樂豬造型，可愛迷人的畜產親切形象，榮獲當年度最受歡迎展館第二名的殊榮。雲林縣豬隻年產量145萬頭、佔全國的25%，為全台第一，展館內以人、動物、土地永續循環共生的想法，從動物的家、照顧動物起居，到運用動物糞便製造肥料，施肥於菜圃，在將菜園的菜餚提供給動物們，如此有機的肥料不僅不會對土地造成汙染，更成了人、動物健康的菜餚，尊重土地、尊重動物福利。

### 碳匯林場
碳匯林場策展團隊為慈心有機農業發展基金會，以一艘生鏽的太空船，隱喻地球住民的排碳生活終將導致末日來臨。船身外以木炭鋪地造景，並植栽樹苗，象徵「毀滅與重生」，代表人類將採取行動，為明日帶來希望。展示多種樹苗的種子，象徵希望，活動結束後慈心基金會會將這些樹苗種到大地，真實固碳。另外有提供茶、肉桂、樟樹、楓香、龍柏及紅檜等六種氣味樹的味道讓民眾體驗。碳匯林場土壤碳匯區有迷你農園造景及堆肥的展示，以實體呈現「人養地，地養人」的永續利用模式：用對方法，土地不只可以生產食物，也可以固碳。設置種子許願池，讓參觀者用投種子的許願行動和心念，為地球及人類許下一個美好的未來。

### 時尚伸展台
時尚伸展台設計師為新竹之心建築師邱文傑，地點為於農博園區西側水岸邊。主要設定為凸顯雲林亮點產業，並展現產業能量。並帶動原鄉時尚、營造綠色生活。展館既為建築物亦為展示物，一開始先以實體需求為切入點，為滿足展場空間室內外空間需求200坪，先以大的10米乘6米高的傳統棚架三座並列方式組成一約32.4米寬x 20米長的長方形場域，以一桁架為單元，互相連結起，三座棚架漸變衍生出中間有一巨大挑空的完整有機結構體；棚架外仍覆半透明帆布，內部草坪綠化並種植檳榔樹於金色桁架間參次，木質地坪高低起伏，內外穿透。

## 百大亮點
| 編號 | 名稱                   | 類別 | 鄉鎮   | 地址                               |
| ---- | ---------------------- | ---- | ------ | ---------------------------------- |
| 1    | 二崙故事屋             | 文化 | 二崙鄉 | 雲林縣二崙鄉崙西村中山路102號      |
| 2    | 開拓                   | 藝術 | 二崙鄉 | 雲林縣二崙鄉二崙運動公園           |
| 3    | 水哥玫瑰蕃茄園         | 地景 | 口湖鄉 | 雲林縣口湖鄉水井村水井奉天宮後方   |
| 4    | 口湖溼地賞鳥季         | 地景 | 口湖鄉 | 雲林縣口湖鄉成龍村                 |
| 5    | 口湖椬梧滯洪池景觀公園 | 地景 | 口湖鄉 | 雲林縣口湖鄉湖口村                 |
| 6    | 好蝦冏男社             | 產業 | 口湖鄉 | 雲林縣口湖鄉崇文路二段402巷50號    |
| 7    | 李萬居故居             | 文化 | 口湖鄉 | 雲林縣口湖鄉梧北村復興路188號      |
| 8    | 海口故事園區           | 地景 | 口湖鄉 | 雲林縣口湖鄉港西村1鄰海豐路50-12號 |
| 9    | 馬蹄蛤主題館           | 產業 | 口湖鄉 | 雲林縣口湖鄉金湖村養魚路5-3號      |
| 10   | 源鄉自然生態農園       | 產業 | 口湖鄉 | 雲林縣口湖鄉成龍村74號             |
| 11   | 沐藝鄉DIY木藝工廠      | 產業 | 口湖鄉 | 雲林縣口湖鄉謝厝村水尾67號         |

## 週遭景點
- 高鐵雲林站

## 資料來源

### 腳註
1. 1 2  .   [2014-10-12]. （原始内容存档于2014-10-17）.
2. ↑  .   [2014-10-16]. （原始内容存档于2019-06-24）.
3. ↑  「臺灣遊購讚 觀光我最行」最佳觀光整合行銷獎 臺南市、臺東縣及雲林縣 的存檔，存档日期2014-10-16.
4. ↑  農博公園換新貌 明重開放
5. ↑  .   [2014-10-12]. （原始内容存档于2014-10-17）.
6. ↑  . 聯合報. 2013-11-21. （原始内容存档于2014-10-17）.

### 外部連結
- 2013雲林農業博覽會官方網站
- 農博指南